# La Neuveville-sous-Châtenois
La Neuveville-sous-Châtenois là một xã ở tỉnh Vosges, vùng Grand Est, Pháp. Xã này có diện tích 7,41 km² dân số năm 1999 là 326 người. Xã này nằm ở khu vực có độ cao trung bình 335 m trên mực nước biển. 
Người dân địa phương danh xưng tiếng Pháp là Novavillois.

## Biến động dân số
| 1785 | 1804 | 1820 | 1826 | 1840 | 1855 | 1865 | 1875 | 1900 | 1906 | 1962                                         | 1968 | 1975 | 1982 | 1990 | 1999 |
| ---- | ---- | ---- | ---- | ---- | ---- | ---- | ---- | ---- | ---- | -------------------------------------------- | ---- | ---- | ---- | ---- | ---- |
| 473  | 535  | 571  | 578  | 568  | 542  | 502  | 461  | 417  | 402  | 303                                          | 338  | 368  | 373  | 374  | 326  |
|      |      |      |      |      |      |      |      |      |      | Số liệu từ năm 1962: Dân số không tính trùng |      |      |      |      |      |